# Sardoncillo
Sardoncillo, también conocido como Granja de Sardón, es un lugar español de la provincia de Valladolid, comunidad autónoma de Castilla y León. Está situado a orillas del río Duero. Su término limita con las tierras de la Monasterio de Santa María de Retuerta, el río Duero y la localidad de Sardón de Duero, municipio al que pertenece. En su origen fue un poblado de colonos de dicho monasterio. De aquel poblado medieval no queda nada sino la reconstrucción de una ermita y el hecho de estar su terreno dedicado a granja. Los edificios que se ven son relativamente modernos y están dedicados a los quehaceres de dicha granja y fábrica de queso actual.

## Toponimia
Sardoncillo es el diminutivo de Sardón, que significa «mata de encina». Se trata de una voz de origen prerromano, conservada en el habla leonesa con el significado de «monte bajo de encina».

## Geografía
Ubicación
Está situado en el este de la provincia de Valladolid. Su territorio está representado en la hoja MTN50 (escala 1:50 000) 373 del Mapa Topográfico Nacional.
| Noroeste: Villavaquerín  | Norte: Villavaquerín | Noreste: Olivares de Duero |
| Oeste: Peñalba de Duero  |                      | Este: Retuerta             |
| Suroeste Sardón de Duero | Sur: Sardón de Duero | Sureste: Sardón de Duero   |

Orografía y paisaje
El lugar se localiza en la zona centro-oriental de la cuenca del Duero, donde predominan materiales de relleno del Terciario y Cuaternario. En este punto contrasta el valle del Duero, encajado en los depósitos terciarios y cuyos materiales son cantos, gravas, arenas y arcillas del Cuaternario, con la morfología tabular de mesas o páramos tallados por la red fluvial, compuestos de margas, yesos y calizas del Terciario. El lugar se sitúa en la orilla del río Duero, a una altitud de aproximadamente 730 m s. n. m.

## Historia

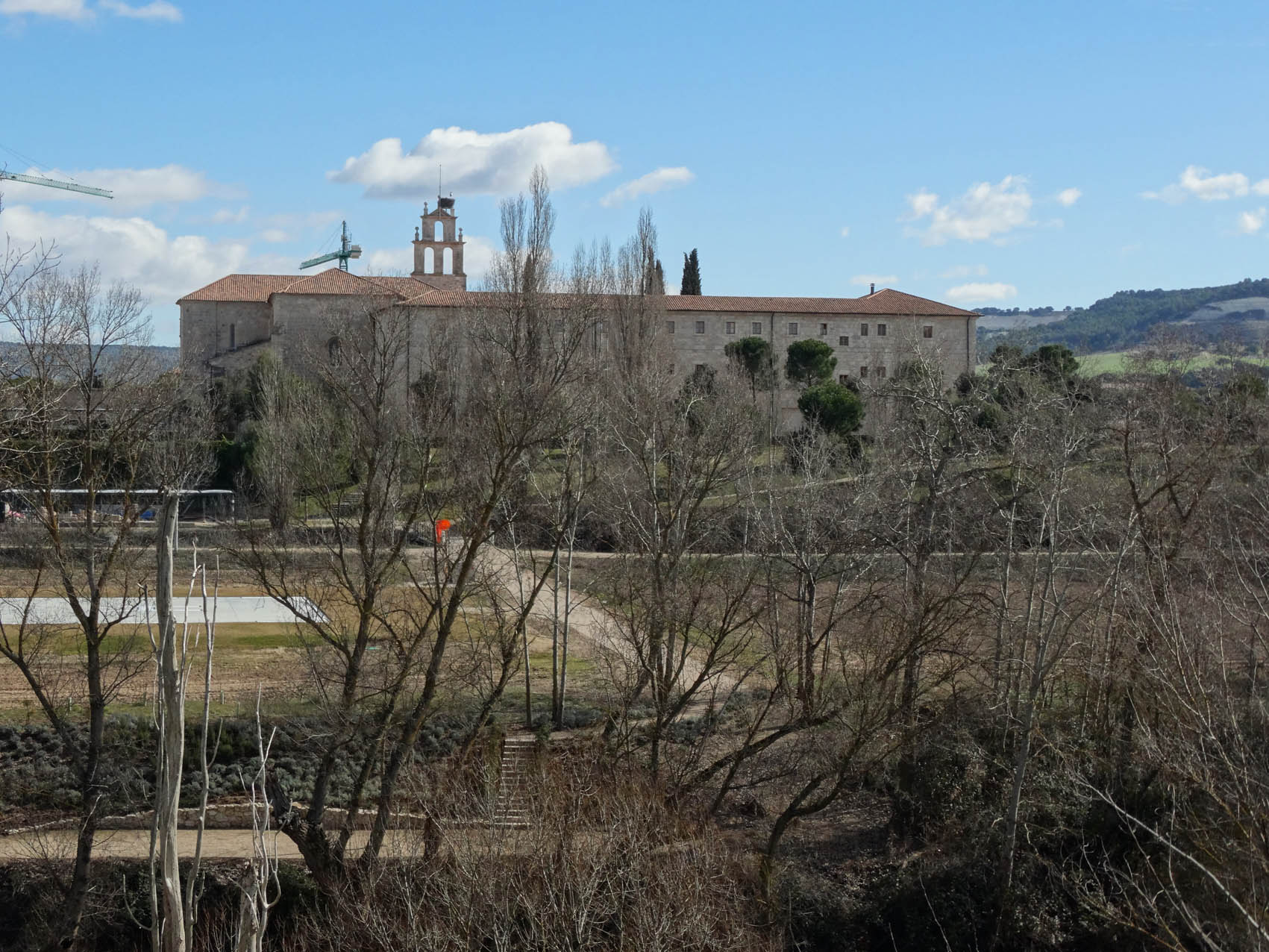
Vista de Retuerta desde Sardoncillo, al otro lado del Duero

Sardoncillo se creó como núcleo de colonos de una importante granja perteneciente a la abadía de Retuerta, lo mismo que ocurrió con Sardón; la diferencia que hubo entre las dos fue la extensión, por eso el topónimo se empleó con el diminutivo. Está situado en la orilla derecha del río Duero, mientras que Sardón y la abadía están en la orilla izquierda. Desde Sardoncillo se ve el gran edificio de la abadía separado por este río.
Hubo en el lugar una iglesia consagrada a san Martín documentada en la donación de la condesa Eylo de X Kalendas de agosto de 1153:

Deo omnipotente et Beate Marie semper Virgini et beato Martino de Rivatorta que olim vocabatur ab antiquis de Claris Fontibus.
Condesa Eylo

Se refiere al lugar conocido desde más antiguo como Fuentes Claras nombrado también en los documentos de 1145 y 1146 como «locum quam Claros Fontes vocant, sive Retortam». Esta pequeña iglesia sería aprovechada en los primeros tiempos de la construcción del monasterio quedando después como ermita. En 1672 sufrió un incendio y fue rehecha.
Pascual Madoz a mediados del siglo XIX en su Diccionario Geográfico-Estadístico-Histórico de España recoge Sardoncillo como «despoblado en la provincia de Valladolid, partido judicial de Peñafiel, término jurisdiccional de Sardón de Duero.».

Sardoncillo
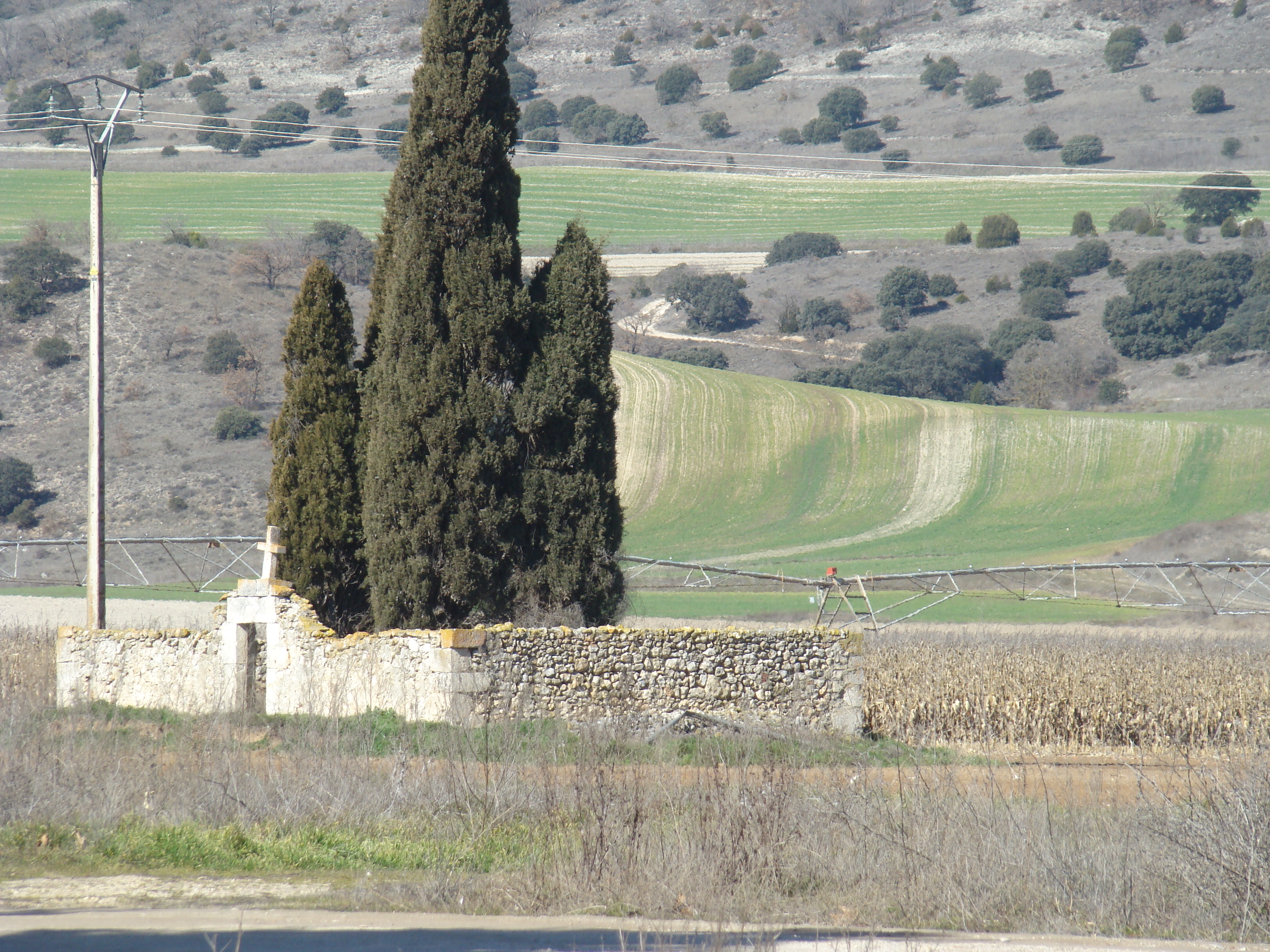
Cementerio y paisaje.
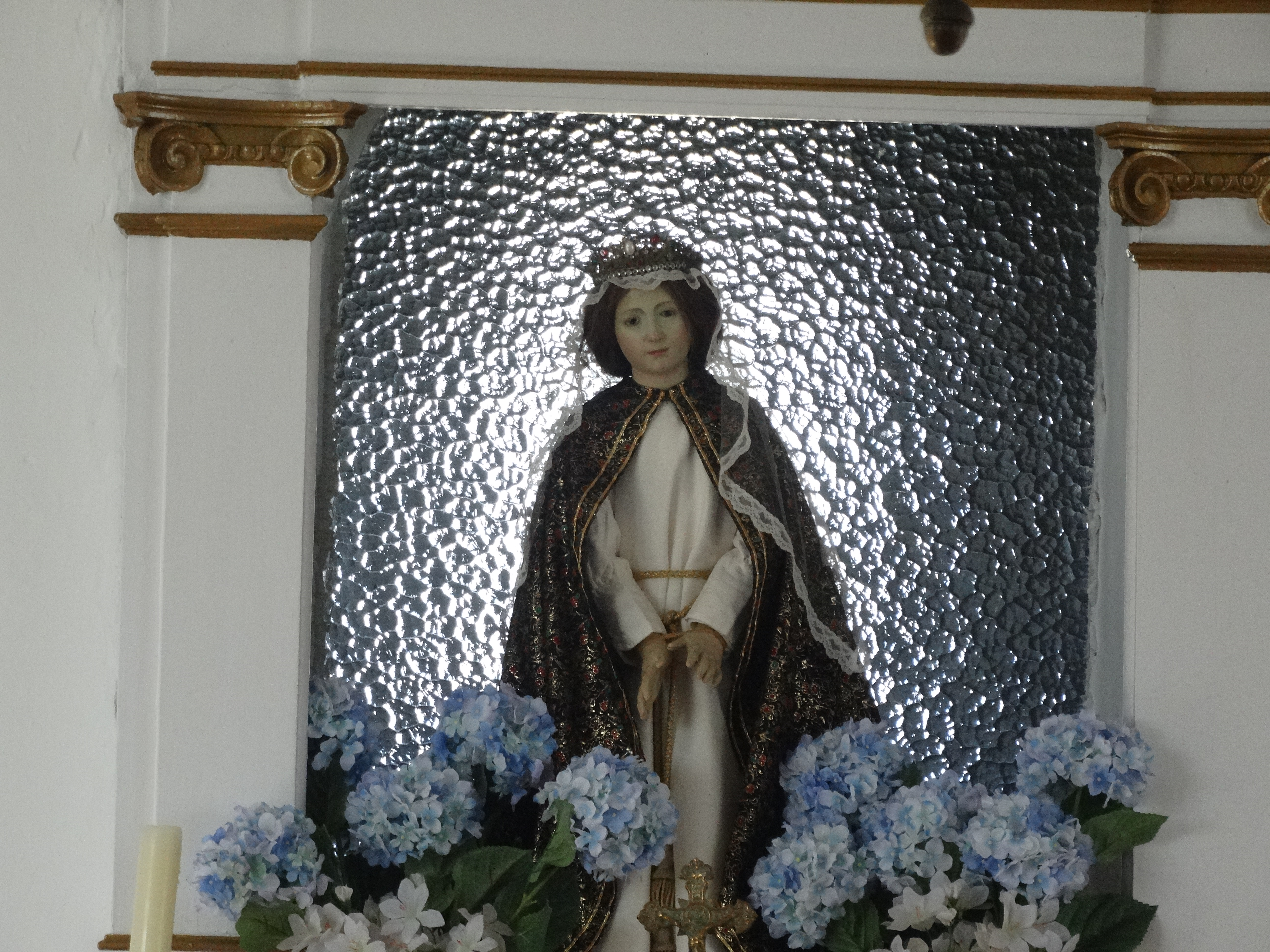
Virgen de Fuentes Claras en el interior de la ermita
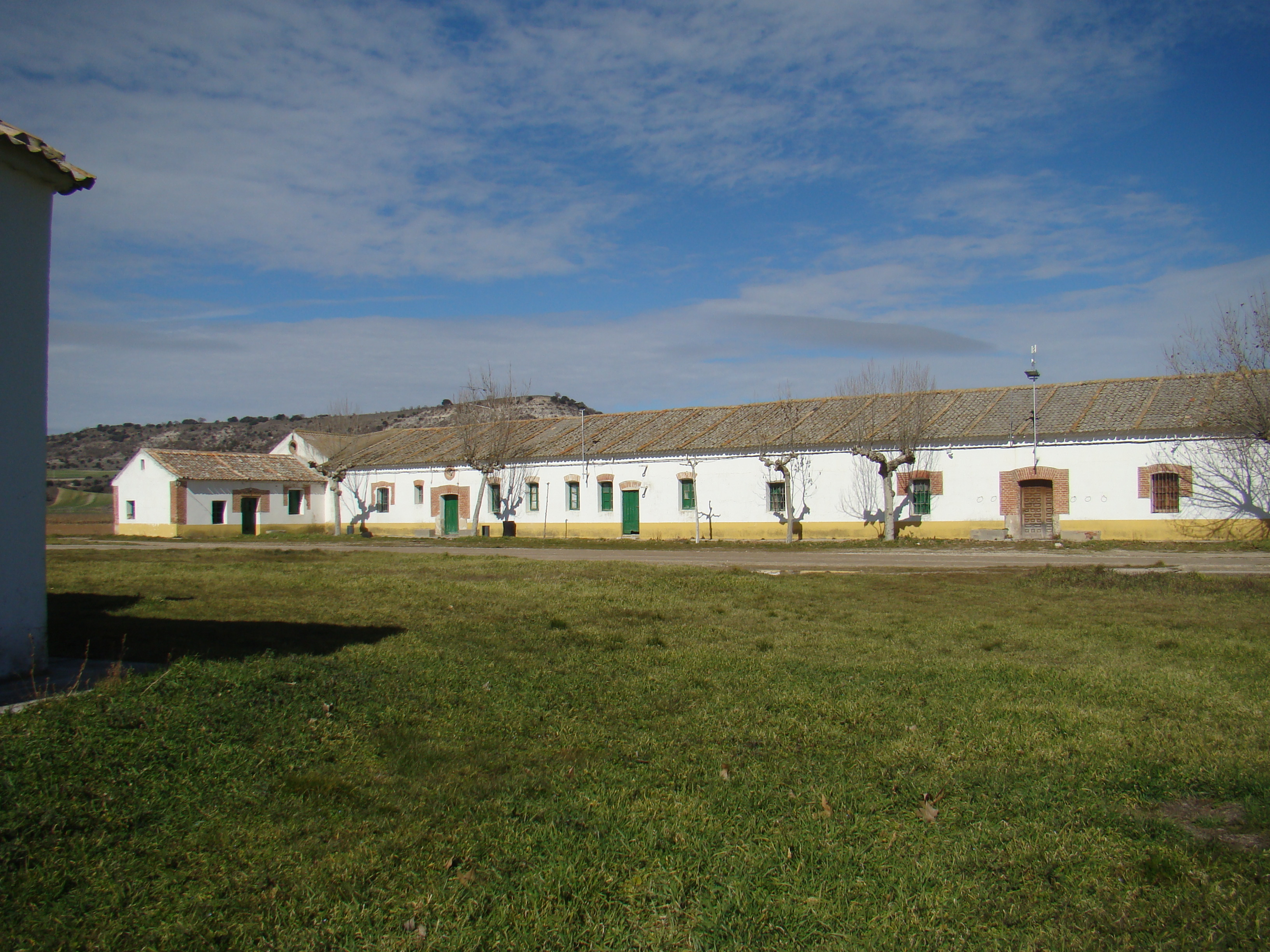
Casas de los colonos.